# Лорел-Гілл (Флорида)
Лорел-Гілл (англ. Laurel Hill) — місто (англ. city) в США, в окрузі Окалуса штату Флорида. Населення — 584 особи (2020).

## Географія
Лорел-Гілл розташований за координатами 30°57′38″ пн. ш. 86°27′28″ зх. д. / 30.96056° пн. ш. 86.45778° зх. д. (30.960581, -86.457819).  За даними Бюро перепису населення США в 2010 році місто мало площу 8,27 км², з яких 8,15 км² — суходіл та 0,11 км² — водойми.

## Демографія
Згідно з переписом 2010 року, у місті мешкало 537 осіб у 223 домогосподарствах у складі 142 родин. Густота населення становила 65 осіб/км².  Було 261 помешкання (32/км²).
Расовий склад населення:
| - 82,1 % — білих - 16,0 % — чорних або афроамериканців - 0,7 % — азіатів |

До двох чи більше рас належало 0,9 %. Частка іспаномовних становила 0,6 % від усіх жителів.
За віковим діапазоном населення розподілялося таким чином: 24,4 % — особи молодші 18 років, 60,1 % — особи у віці 18—64 років, 15,5 % — особи у віці 65 років та старші. Медіана віку мешканця становила 42,1 року. На 100 осіб жіночої статі у місті припадало 94,6 чоловіків;  на 100 жінок у віці від 18 років та старших — 98,0 чоловіків також старших 18 років.
Середній дохід на одне домашнє господарство  становив 46 048 доларів США (медіана — 36 719), а середній дохід на одну сім'ю — 53 646 доларів (медіана — 50 521). За межею бідності перебувало 22,7 % осіб, у тому числі 32,5 % дітей у віці до 18 років та 16,9 % осіб у віці 65 років та старших.
Цивільне працевлаштоване населення становило 220 осіб. Основні галузі зайнятості: освіта, охорона здоров'я та соціальна допомога — 18,6 %, будівництво — 15,0 %, роздрібна торгівля — 12,7 %, науковці, спеціалісти, менеджери — 12,7 %.